# Église Saint-Cybard de Vérac
L'église Saint-Cybard est une église catholique paroissiale, située dans le département français de la Gironde, sur la commune de Vérac, en France.

## Localisation
L'église Saint-Cybard, parfois écrit Cibard, Eparchius en latin, est située au 45 impasse de l'Église (jadis Place de l'Église), à Vérac. Elle est au centre du village, derrière la mairie, entourée par son cimetière.

## Historique
Cette église paroissiale, dédiée à saint Cybard d'Angoulême, date du commencement du XIIe siècle. Elle est de style art roman saintongeais. Elle est l'unique Paroisse de l'ancienne seigneurie de Vérac. Elle faisait partie de l'Archiprêtré de Fronsac (Gironde) . Cette paroisse catholique de l'Archidiocèse de Bordeaux fait aujourd'hui partie du Doyenné (christianisme) du Libournais (région naturelle), rattachée à la paroisse du Fronsadais.
Au XIVe siècle, en 1339-1340, lors de la Peste noire, le Registre des recettes de l'archevêché de Bordeaux tenu par Me Pierre de Champvieil, indique que " les Cens (droit seigneurial) de Vérac et de Galgon ne furent pas portés à Bordeaux cette année par ordre du seigneur Archevêque, parce qu'aucun fruit ne fut cueilli et les terres elles-mêmes ne furent pas ensemencées ".

## Architecture
La façade occidentale est romane. Elle est surmontée d'un mur-Pignon (architecture) orné de modillon sculptés. Son Portail est de style Architecture gothique et date d'une restauration du XVe siècle. À l’intérieur, l’église est composée d’une abside décorée d’Arcature et d’une nef lambrissée. Le chœur est voûté d’ogives à la fin du XVe siècle. En 1864, la Nef est couverte d’une Voûte en berceau de briques.

### Le clôcher
Le clocher de l'église demande une attention particulière, à cause de modifications structurelles notoires qui l'ont fragilisé. Un baptistère avait été édifié à l’emplacement même de l’ancien portail roman du XIIe siècle. Ce dernier soutenait le mur nord du clocher. Trois arcs de ce portail sont en très mauvais état et le quatrième a disparu. La stabilité du clocher, fortement compromise, a demandé des travaux importants, réalisés en plusieurs tranches par la Commune de Vérac ces dernières années. La dernière tranche s'est terminée en 2024.
Une particularité du clocher de l'église Saint-Cybard de Vérac, est de posséder une Cloche qui date de l'année 1580. C'est assez rare d'avoir conservé cette cloche autant d'années sans avoir été refondue.

### Modillons romans
Les modillons romans : on trouve une série de modillons romans sculptés, datant du XIIe siècle, supportant la corniche de la façade occidentale et celle de la façade nord de la nef. Les thèmes sont des classiques de l'iconographie romane : rappels des péchés capitaux, en particulier la luxure, avec une copulation, un homme ithyphallique (mais ayant été défiguré) ; les animaux et masques diaboliques ; des têtes humaines terrorisées etc.
Sur le mur sud de la nef, on trouve les traces d'un cadran canonial gravés sur une pierre. Ces cadrans solaires primitifs étaient utilisés par le clergé pour déterminer les moments d'accomplir certains actes liturgiques.

### Épitaphes disparues
Il y avait jadis, des Épitaphe dans le chœur de l'église des principales familles nobles, seigneurs de cette paroisse. Elles avaient le droit de Litre funéraire et de sépulture dans l'église.
Famille Achard : En 1624, était peint sur le mur du chœur de l'église, côté Évangile, une Epitaphe pour le repos de l'âme de noble Jacques Achard de Vérac, Gentilhomme de la chambre des rois ; Henri III (roi de France), Henri IV (roi de France) et Louis XIII. Il était présenté en attitude de prière, entouré de son épouse, Marie Portier de Caillières et de ses enfants. Cette épitaphe a aujourd'hui disparu. Il était écrit : 15 août 1624, à l'honneur d'honorable seigneur Jacques Achard, écuyer, seigneur de Vérac, Litterie et Pommiers, qui servit à trois rois, et qui fut bienvenu à chacun des trois ; mais, sous le tiers d'iceux, la mort le vint abattre. Il commença à servir auprès du roi Henri III qui, voyant sa vertu, le fit pour sa valeur gentilhomme de la chambre du roi. Il tint même rang auprès de Henri IV et sous le roi Louis [XIII], sous qui cette belle âme de son corps s'envola dans les cieux et après fut conduit à ce lieu pour être enseveli sous cette triste lame.
Famille de Fronsac : Dans le chœur, était inscrite une autre épitaphe, aujourd'hui disparue, posée après 1783.  Cette épitaphe indiquait la sépulture dans l'église Saint-Cybard, de noble Louis-François de Fronsac, né le 7 octobre 1714 à Vérac. Il était seigneur de Vérac, et à ce titre, avait droit de sépulture et de litre funéraire dans l'église Saint Cybard. Cette plaque a été apposée par sa fille et héritière, mademoiselle Henriette-Charlotte de Fronsac, vicomtesse de Brons, dame de Vérac, dame du Château de Pommiers (Vérac), dame de Virelès (Virlès) et de la maison noble de Leyterie. Elle était l'épouse du Vicomte de Brons, qui sera le dernier seigneur de Vérac jusqu'en 1789. Il était écrit en Latin : Hic beatam resurrectionem expectat nobilissimus vir celsus et potens dominus Ludovicus Franciscus de Fronsac, dominus hujus loci de Verac, dominus de Pommiers, Litterie, Virelles, Girard in Fronsadesio, Lachapelle, Gardedeuil in Petracorio, Labriasse in Engulismensi provincia. A priscis loci istius dominis et stirpe d’Achard, quorum nomina imaines et scuta entilitiae regione extant, meterne ortus : paterne vero, ab antiqud stirpe dominorum de Fronsac. Patri amantissimo maerens ponebat haeres et unica superstes natas Henrica Carola de Fronsac, vicecomitissima de Brons, uxor celsi et potentis viri Joannis Baptistae Antonii de Brons de Verac militis, vicecomitis de Brons, domini de Verac, Pommiers, Litterie, Virelles, Labriasse, Girard, et aliorum locorum, 1777.

## Trésor de l'église
L'église Saint-Cybard de Vérac conserve un ostensoir offert par l’empereur Napoléon III. Il se compose d’un socle orné sur sa face principale de l’Agneau pascal et au dos d’une aigle impériale avec un blason. Les côtés sont décorés de grappes de raisin et d’épis de blé. Ce socle est surmonté d’un ange sur la tête duquel repose la partie principale, d’où partent des rayons de soleil. Au centre, des grappes de raisin, des épis de blé ainsi que des têtes d’angelots sont représentés. Une croix ornée de fleurs surmonte le tout.
On trouve également une statue, du XIXe siècle, représentant Notre-Dame du Bon Secours. La Vierge Marie (mère de Jésus), coiffée d’un diadème en métal, porte dans ses bras l’Enfant Jésus, qui tient un globe (Orbe crucigère) dans sa main droite. Son autre main est brisée. Le drapé bleu de la Vierge, orné de fleurs dorées, tombe sur une robe rouge sombre, décorée du même motif.

## Dévotion et pèlerinage
La paroisse de Vérac avait une dévotion particulière à Notre-Dame du Bon Secours, avec Pèlerinage le 24 mai.